# Francisco Antonio de Fuentes y Guzmán
Francisco Antonio de Fuentes y Guzmán (geb. 1643 in Santiago de los Caballeros (heute Antigua Guatemala), Guatemala; gest. 1700 in Totonicapán) war ein guatemaltekischer Geschichtsschreiber und Dichter kreolischer Herkunft. Sein Werk Historia de Guatemala ó Recordación Florida ist die erste allgemeine Geschichte Guatemalas. Über sein Leben ist nur wenig bekannt. Im modernen Guatemala trägt die Bibliothek des Casa de la Cultura de la Antigua Guatemala seinen Namen.

## Leben und Werk
Fuentes y Guzmán war der Ururenkel des spanischen Chronisten Bernal Diaz del Castillo. Er wurde im Familiensitz in Santiago de los Caballeros in Guatemala geboren. 1661 erhielt er den Posten eines Regidors auf Lebenszeit von Guatemala und den Rang eines Hauptmanns. Später diente er als Alcalde (Magistrat) in Totonicapán und Sonsonate (heute in El Salvador). Viele Jahre lang fungierte er als Cronista del Ayuntamiento (offizieller Chronist). Er starb einigen Quellen zufolge um 1700 in Totonicapn.
Er war der Autor verschiedener Werke, darunter El Milagro de América (Lobschrift zu Ehren der Weihe der Kathedrale in Guatemala) und La Vida de Santa Teresa de Jesús (Das Leben der heiligen Teresa von Jesus).

## Recordación Florida
Sein Hauptwerk Recordación Florida (Der Titel des Manuskriptes lautet: Recordación Florida. Discurso historial, natural, material, militar y polítivo del Reino de Guatemala". A el Rey de las Españas Don Carlos II, Nuestro Señor y Rey del Imperio de las Indias. Que escribe y ofrece a la veneración y obsequio de su real augusto nombre, el Capitán D. Francisco Antonio de Fuentes y Guzmán, natural, vecino y regidor perpetuo de la ciudad de Goathemala. Año de 1690) erzählt die wichtigsten Ereignisse in der Geschichte Guatemalas bis zur Gegenwart (17. Jahrhundert) und einige der Bräuche und Riten der indigenen Bevölkerung, sowie Notizen über die Eroberung und wichtige Ereignisse in der Geschichte Guatemalas.
In der Hoffnung, den Rang eines königlichen Geschichtsschreibers des  Generalkapitanats Guatemala zu erhalten, begann er mit der Abfassung eines ehrgeizigen Werks über die vorspanische Geschichte Guatemalas, das zwischen 1690 und 1695 fertiggestellt wurde. Das Werk enthält zahlreiche Beschreibungen der Sitten und Gebräuche der Ureinwohner, insbesondere wichtige Informationen zur Ethnographie der Quiche- und Pipil-Völker. Das Buch befürwortet auch die Rolle der kreolischen Bevölkerung bei der Kolonisierung der Neuen Welt.
Das Manuskript aus dem Archivo General de Centroamérica in Guatemala steht auf der UNESCO-Liste des Weltdokumentenerbes.

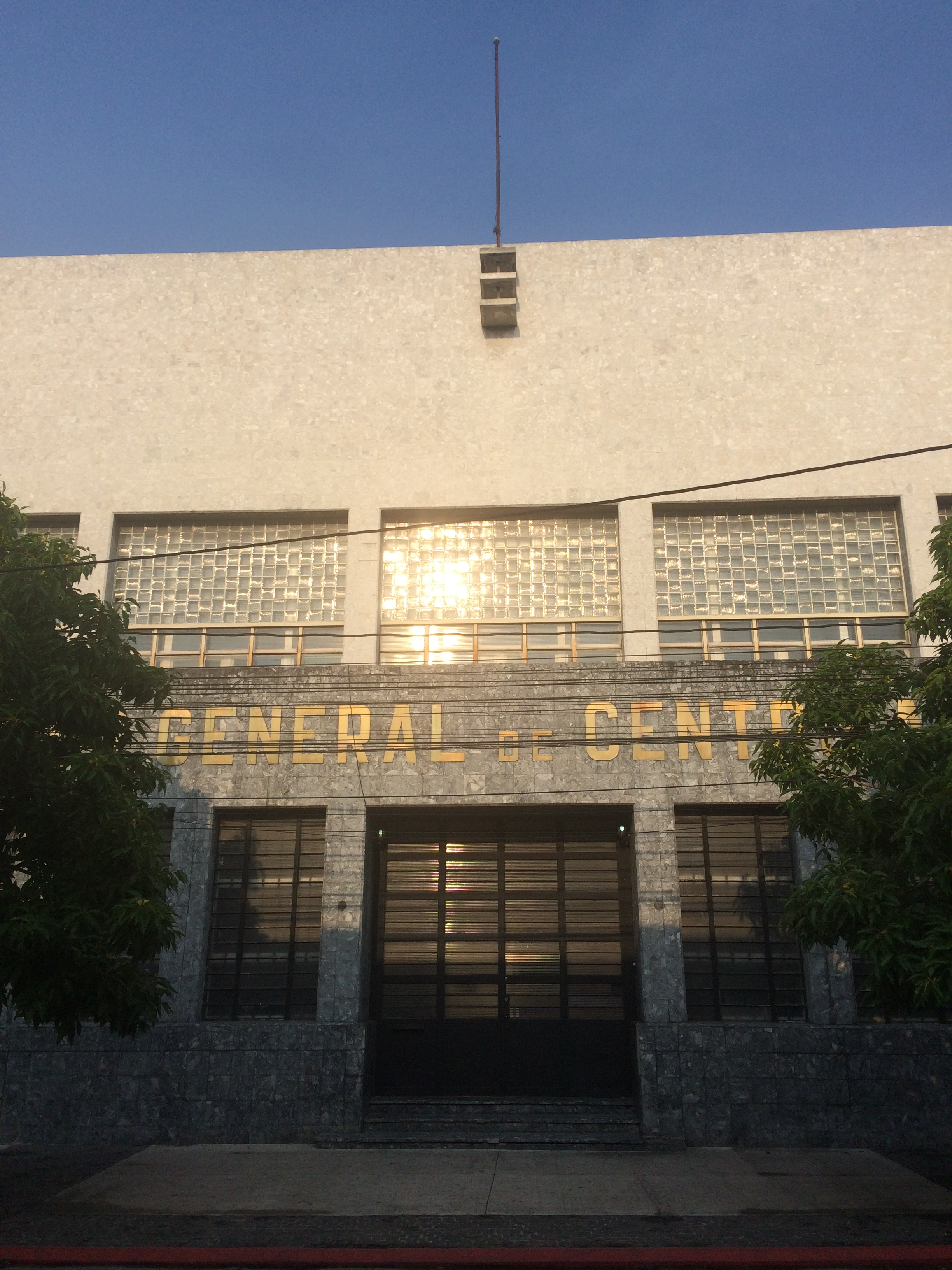
Archivo General de Centroamérica (AGCA)

## Werke
- Recordación Florida (Historia de Guatemala)
- El Milagro de América
- La Vida de Santa Teresa de Jesús
- La Cinosura Política o Ceremonial de Guatemala
- El Norte Político